# Astrid Klinkert-Kittel
Astrid Klinkert-Kittel (* Dezember 1963 in Kassel) ist eine deutsche Kommunalpolitikerin (SPD) und ist seit 2016 Landrätin des Landkreises Northeim.

## Ausbildung und Beruf
Klinkert-Kittel wuchs in Kassel auf. Nach ihrem Abitur absolvierte sie von 1983 bis 1986 ein Studium an der Verwaltungsfachhochschule Kassel mit dem Abschluss zur Diplom-Verwaltungswirtin. 2003 erwarb sie den Abschluss Diplom-Betriebswirtin an der Verwaltungs- und Wirtschaftsakademie Göttingen.
Beruflich arbeitete sie zunächst in der Stadtverwaltung Herzberg am Harz, wo sie unter anderem die Stadtkasse leitete und Personalratsvorsitzende war. Später war sie im Landkreis Northeim tätig, unter anderem als Arbeitsvermittlerin und Sachbearbeiterin.

## Politische Laufbahn
2011 wurde Klinkert-Kittel zur Bürgermeisterin des Fleckens Nörten-Hardenberg ernannt. Am 17. März 2016 trat Klinkert-Kittel ihr Amt als Landrätin des Landkreises Northeim an. Bei der Landratswahl 2021 wurde Klinkert-Kittel mit 60,1 % der Stimmen gegen Christian Grascha  (FDP) im Amt bestätigt. Bei der Landratswahl 2026 kandidiert sie nicht erneut für das Amt.